# یوهان کریستف آدلونگ
یوهان کریستف آدلونگ (به آلمانی: Johann Christoph Adelung) (زادهٔ ۸ اوت ۱۷۳۲ – درگذشتهٔ ۱۰ سپتامبر ۱۸۰۶) زبان‌شناس و کتابدار اهل آلمان بود.